# Bobby Sparks

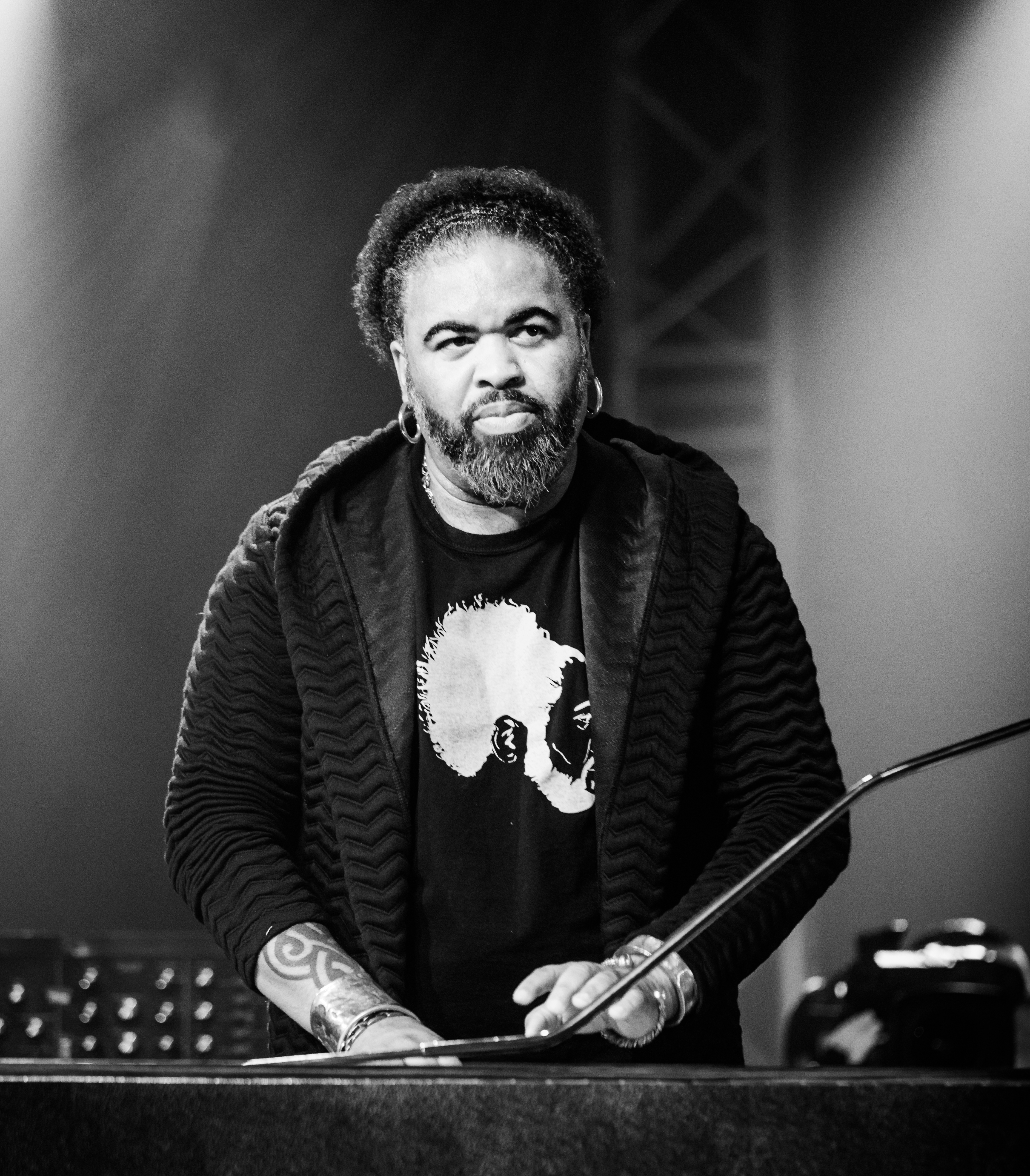
Bobby Sparks 2019 in Leverkusen

Bobby Ray Sparks II (* 1973 in Corsicana, Texas) ist ein amerikanischer Fusionmusiker (Keyboards, Komposition).

## Leben und Wirken
Sparks stammt aus einer Musikerfamilie in Texas, in der er stark vom Gospel geprägt wurde. Seine Mutter, eine Kirchenorganistin, erteilte ihm bereits im Alter von drei Jahren ersten Klavierunterricht. Mit sechs Jahren spielte er erstmals auf der Kirchenorgel. In seiner Kindheit trat er mit Kirchenchören und Gesangsensembles auf. Im Alter von 16 Jahren bekam er eine Hammond B-3 geschenkt. Nach der Highschool schloss sich ein Musikstudium am Eastfield College in Mesquite bei Dallas an, durch das er zum Jazz fand.
Sparks gehörte von 1992 bis 2005 zur Band von Kirk Franklin und arbeitete bald auch bei Doc Pomus und bei Roy Hargrove. Als Sideman war er weiterhin begehrt: Er hat im Studio und auf der Bühne unter anderem mit Prince, Herbie Hancock, Stanley Clarke, Ray Charles, Al Jarreau, David Sanborn, Andrew D’Angelo, Lauryn Hill und St. Vincent zusammengewirkt. Seit 2016 ist er Mitglied der Band Snarky Puppy, mit der er bereits 2008 arbeitete. Im Frühjahr 2019 veröffentlichte er sein erstes Album unter eigenem Namen, Schizophrenia – The Yang Project, das sich durch ein Genre-Potpourri auszeichnet: Neben Jazz, Funk und Fusion haben auch Soul, Gospel und Hip-Hop abgefärbt. Er stellte das Album bei den Leverkusener Jazztagen 2019 vor. 2022 folgte das Album Paranoia, das er 2023 beim Jazzfest Bonn präsentierte. Er ist auch auf Alben von Tower of Power, Marcus Miller, Lalah Hathaway, Grégoire Maret und Kinga Głyk zu hören.
Die von Sparks erzeugten Klänge, die teilweise an ein Saxophon oder eine E-Gitarre in den höchsten Lagen erinnern, erzeugt er häufig auf einem Clavinet mit einem „Whammy“, also einem langen Tremolo-Hebel zur Tonmodulation. Vintage-Keyboards gelten als seine große Leidenschaft.